# Midland, Michigan
Midland, Michigan là một thành phố thuộc quận Midland trong tiểu bang Michigan, Hoa Kỳ. Thành phố có tổng diện tích km², trong đó diện tích đất là km². Theo điều tra dân số Hoa Kỳ năm 2010, thành phố có dân số 41.863 người.
Hầu hết các khu vực của thành phố được kết hợp từ Midland Township. Dân số của thành phố là 41.863 của cuộc điều tra dân số 2010. Đây là thành phố chính của Khu vực thống kê đô thị Midland. Các phần của thành phố trong Quận Bay được bao gồm trong khu vực thống kê đô thị thành phố khu vực vịnh vì lý do thống kê.
Công ty Dow Chemical được thành lập tại Midland vào năm 1897. Trụ sở chính của thế giới của công ty này vẫn còn nằm ở đó. Thông qua ảnh hưởng của một mở Dow nhà máy hóa chất ở Handa, Aichi, Nhật Bản, Midland và Handa đã trở thành thành phố kết nghĩa. Công ty hóa chất Dow Corning cũng có trụ sở tại Midland. 